# Zamek Sooneck
Zamek Sooneck (niem. Burg Sonneck) – warowny zamek usytuowany w pobliżu miejscowości Niederheimbach, Nadrenia-Palatynat (Niemcy), w północnej części doliny środkowego Renu. 

## Historia
Budowa zamku została rozpoczęta prawdopodobnie na początku XI wieku jako część umocnień opactwa Kornelimünster w pobliżu Akwizgranu. Wielokrotnie najeżdżany i zdobywany przez okolicznych rozbójników. Kres ich działalności położył w 1282 roku król Rudolfa Habsburga zdobywając zamek dowodząc oddziałami Związku Miast Reńskich.